# Florence Ayisi
Florence Ayisi (Kumba, 1962 - aunque también se cita 1964) es una académica y cineasta camerunesa especialmente conocida por su película Sisters in Law (2005) codirigida con Kim Longinotto. 

## Trayectoria
Ayisi fundó la productora Iris Films en 2005. En 2007 fue reconocida con una reunión con Isabel II por el vínculo de su trabajo con los países de la Commonwealth.
Su película más conocida, Sisters in Law, película ha ganado más de 27 premios (incluyendo el Prix Art et Essai en el Festival de Cine de Cannes en 2005 y un Premio Peabody) y fue preseleccionada para un Premio de la Academia en 2006. Ganó el UK Film Council Breakthrough Brits Award del Reino Unido por su talento cinematográfico en 2008. Desde 2000 es profesora de cine en la Universidad de Gales del Sur.

## Filmografía
- Zanzibar Soccer Dreams (Florence Ayisi & Catalin Brylla, 2016, 64 mins)
- Transforming Lives: PNDP and Rural Development in Cameroon (2014, 35 mins)
- Handing Down Time – Cameroon (2012, 55 mins)
- Cameroonian Women in Motion (2012, 10 mins)
- Art of this Place: Women Artists in Cameroon (2011, 40 mins)[3]
- Zanzibar Soccer Queens (2007/2008, 87 & 52 mins)[9]
- Our World in Zanzibar (2007, 35 mins)
- My Mother: Isange (2005, 7 mins)[10]
- Sisters in Law (Florence Ayisi & Kim Longinotto, 2005, 104 mins)
- Reflections (2003)

## Recepción
Marsha Meskimmon y Dorothy C. Rowe escriben que 

"Ayisi's nuanced portraits of the lives of contemporary African women reject simplistic stereotypes and suggest that gender politics in a global world may not divide easily along the lines of nation-states, 'East' and 'West', or 'developed' and ‘developing'."
"los retratos matizados de Ayisi de la vida de las mujeres africanas contemporáneas rechazan los estereotipos simplistas y sugieren que la política de género en un mundo global puede no dividirse fácilmente en las líneas de los estados-nación, 'Este' y 'Oeste 'o' desarrollado 'y' en desarrollo'".

En un artículo de 2012, Olivier Jean TchOuaffé dijo:  

"Kim Longinotto and Florence Ayisi, in their film Sister-in-Law, stand out for the originality with which they portray the figure of the judge within a post-colonial context of insecurity, as they highlight two strong women as the faces of security and judicial stability"
"Kim Longinotto y Florence Ayisi, en su película Sister-in-Law, destacan por la originalidad con la que retratan la figura del juez en un contexto de inseguridad poscolonial, ya que destacan a dos mujeres fuertes como los rostros de la seguridad y la estabilidad judicial".

Otra crítica describe la película como   

"a well-crafted, focused film that really says something about a small, manageable aspect of another culture and the people who shape it."
"una película bien diseñada y enfocada que realmente dice algo sobre un aspecto pequeño y manejable de otra cultura y las personas que la moldean".

Una revisión en Black Camera describe a las Sisters in law como "a film that universalises experience without co-opting it" (una película que universaliza la experiencia sin cooptarla).